# Alma rifeña
Alma rifeña  es una película muda de aventuras y de género dramático dirigida por José Buchs y estrenada en el año  1922. B/N. 

## Argumento
Ambientada en el protectorado español de Marruecos durante la guerra de Marruecos, es una película de aventuras en el Rif. 
Guion del escritor y periodista Rafael López Rienda, voluntario en un escuadrón de la caballería de Larache, y condecorado con la cruz de la Orden de Isabel la Católica por su labor de corresponsal de guerra en el diario El Sol.